# Hydriomena resecta
Hydriomena resecta là một loài bướm đêm trong họ Geometridae.